# Rhapis subtilis
Rhapis subtilis är en enhjärtbladig växtart som beskrevs av Odoardo Beccari. Rhapis subtilis ingår i släktet Rhapis och familjen Arecaceae. Inga underarter finns listade i Catalogue of Life.